# Hockey World League 2012-13 (vrouwen), ronde 2
Ronde 2 van de Hockey World League 2012-13 (vrouwen) werd gehouden in de periode februari, maart 2013. De 22 deelnemende landen streden in vier toernooien om acht plaatsen in de halve finale van de Hockey World League.

## Kwalificatie
De acht landen die op de wereldranglijst op de posities 9 tot en met 16 stonden, tijdens het begin van de competitie, waren direct voor deze tweede ronde gekwalificeerd. Ook Brazilië, dat als organisator van een van de vier toernooien was aangewezen, was direct geplaatst en hoefde niet in de eerste ronde te spelen. Vijftien landen kwalificeerden zich via de eerste ronde, waarvan Canada en Oekraïne zich terugtrokken voor deelname.
| Data                 | Evenement                                 | Locatie                                   | Quota    | Gekwalificeerd                                                             |
| -------------------- | ----------------------------------------- | ----------------------------------------- | -------- | -------------------------------------------------------------------------- |
|                      | Nummer 9 t/m 16 op de FIH-wereldranglijst | Nummer 9 t/m 16 op de FIH-wereldranglijst | 8        | Japan Spanje India Zuid-Afrika Verenigde Staten Azerbeidzjan Ierland Chili |
| Gastland             | Gastland                                  | 1                                         | Brazilië |                                                                            |
| 14–19 augustus 2012  | Hockey World League, ronde 1              | Tsjechië, Praag                           | 4        | Wit-Rusland Italië Schotland Tsjechië                                      |
| 7–9 september 2012   | Hockey World League, ronde 1              | Ghana, Accra                              | 1        | Ghana                                                                      |
| 14–16 september 2012 | Hockey World League, ronde 1              | Maleisië, Kuantan                         | 2        | Maleisië Kazachstan                                                        |
| 18–23 september 2012 | Hockey World League, ronde 1              | Oostenrijk, Wenen                         | 3        | België Rusland Oekraïne Oostenrijk                                         |
| 11–17 november 2012  | Hockey World League, ronde 1              | Trinidad en Tobago, Port of Spain         | 2        | Canada Uruguay Trinidad en Tobago                                          |
| 8–13 december 2012   | Hockey World League, ronde 1              | Fiji, Suva                                | 1        | Fiji                                                                       |
| Totaal               | Totaal                                    | Totaal                                    | 22       |                                                                            |

Canada en Oekraïne trokken zich terug.

## Kaapstad
In Kaapstad (Zuid-Afrika werd van 21 tot en met 27 januari 2013 gespeeld. De twee beste landen plaatsten zich voor de halve finale.
| Team         | GS | W | G | V | DV | DT | DS  | Ptn |
| ------------ | -- | - | - | - | -- | -- | --- | --- |
| Zuid-Afrika  | 4  | 4 | 0 | 0 | 18 | 2  | +16 | 12  |
| België       | 4  | 3 | 0 | 1 | 18 | 3  | +15 | 9   |
| Azerbeidzjan | 4  | 2 | 0 | 2 | 6  | 9  | −3  | 6   |
| Oostenrijk   | 4  | 1 | 0 | 3 | 3  | 13 | −10 | 3   |
| Ghana        | 4  | 0 | 0 | 4 | 1  | 19 | −18 | 0   |

| 21 januari 2013 17:00 |         |       |                                                           |
| Azerbeidzjan          | 4 – 0   | Ghana | Scheidsrechters: Irene Presenqui (ARG) Xenia Ulrich (AUT) |
|                       | verslag |       | Scheidsrechters: Irene Presenqui (ARG) Xenia Ulrich (AUT) |

| 21 januari 2013 19:00 |         |            |                                                        |
| België                | 8 – 0   | Oostenrijk | Scheidsrechters: Saadat Zakiyeva (AZE) Lia Waine (ENG) |
|                       | verslag |            | Scheidsrechters: Saadat Zakiyeva (AZE) Lia Waine (ENG) |

| 22 januari 2013 17:00 |         |            |                                                            |
| Azerbeidzjan          | 2 – 1   | Oostenrijk | Scheidsrechters: Annelize Rostron (RSA) Hagar Laryea (GHA) |
|                       | verslag |            | Scheidsrechters: Annelize Rostron (RSA) Hagar Laryea (GHA) |

| 22 januari 2013 19:00 |         |       |                                                            |
| Zuid-Afrika           | 6 – 0   | Ghana | Scheidsrechters: Xenia Ulrich (AUT) Laurine Delforge (BEL) |
|                       | verslag |       | Scheidsrechters: Xenia Ulrich (AUT) Laurine Delforge (BEL) |

| 24 januari 2013 17:00 |         |       |                                                               |
| Oostenrijk            | 2 – 1   | Ghana | Scheidsrechters: Annelize Rostron (RSA) Saadat Zakiyeva (AZE) |
|                       | verslag |       | Scheidsrechters: Annelize Rostron (RSA) Saadat Zakiyeva (AZE) |

| 24 januari 2013 19:00 |         |             |                                                        |
| België                | 2 – 3   | Zuid-Afrika | Scheidsrechters: Irene Presenqui (ARG) Lia Waine (ENG) |
|                       | verslag |             | Scheidsrechters: Irene Presenqui (ARG) Lia Waine (ENG) |

| 26 januari 2013 16:00 |         |        |                                                        |
| Ghana                 | 0 – 7   | België | Scheidsrechters: Lia Waine (ENG) Saadat Zakiyeva (AZE) |
|                       | verslag |        | Scheidsrechters: Lia Waine (ENG) Saadat Zakiyeva (AZE) |

| 26 januari 2013 18:00 |         |             |                                                               |
| Azerbeidzjan          | 0 – 7   | Zuid-Afrika | Scheidsrechters: Laurine Delforge (BEL) Irene Presenqui (ARG) |
|                       | verslag |             | Scheidsrechters: Laurine Delforge (BEL) Irene Presenqui (ARG) |

| 27 januari 2013 15:00 |         |              |                                                               |
| België                | 1 – 0   | Azerbeidzjan | Scheidsrechters: Annelize Rostron (RSA) Irene Presenqui (ARG) |
|                       | verslag |              | Scheidsrechters: Annelize Rostron (RSA) Irene Presenqui (ARG) |

| 27 januari 2013 17:00 |         |            |                                                            |
| Zuid-Afrika           | 2 – 0   | Oostenrijk | Scheidsrechters: Laurine Delforge (BEL) Hagar Laryea (GHA) |
|                       | verslag |            | Scheidsrechters: Laurine Delforge (BEL) Hagar Laryea (GHA) |

## New Delhi
In New Delhi, India, werd van 18 tot en met 24 februari 2013 gespeeld. De twee beste landen plaatsten zich voor de halve finale.
| Team       | GS | W | WS | VS | V | DV | DT | DS  | Ptn |
| ---------- | -- | - | -- | -- | - | -- | -- | --- | --- |
| India      | 5  | 4 | 0  | 1  | 0 | 24 | 2  | +22 | 13  |
| Japan      | 5  | 3 | 2  | 0  | 0 | 32 | 3  | +29 | 13  |
| Maleisië   | 5  | 3 | 0  | 0  | 2 | 18 | 9  | +9  | 9   |
| Rusland    | 5  | 2 | 0  | 1  | 2 | 19 | 6  | +13 | 7   |
| Kazachstan | 5  | 1 | 0  | 0  | 4 | 6  | 30 | −24 | 3   |
| Fiji       | 5  | 0 | 0  | 0  | 5 | 0  | 49 | −49 | 0   |

| 18 februari 2013 10:00 |         |      |                                                             |
| Japan                  | 14 – 0  | Fiji | Scheidsrechters: Kelly Hudson (NZL) Nur Hafizah Azman (MAS) |
|                        | verslag |      | Scheidsrechters: Kelly Hudson (NZL) Nur Hafizah Azman (MAS) |

| 18 februari 2013 12:00 |         |          |                                                               |
| Rusland                | 1 – 3   | Maleisië | Scheidsrechters: Ikumi Negishi (JPN) Anupama Puchimanda (IND) |
|                        | verslag |          | Scheidsrechters: Ikumi Negishi (JPN) Anupama Puchimanda (IND) |

| 18 februari 2013 18:00 |         |            |                                                            |
| India                  | 8 – 0   | Kazachstan | Scheidsrechters: Liu Xiaoying (CHN) Natalya Kadyrova (RUS) |
|                        | verslag |            | Scheidsrechters: Liu Xiaoying (CHN) Natalya Kadyrova (RUS) |

| 19 februari 2013 16:00 |         |         |                                                             |
| Fiji                   | 0 – 9   | Rusland | Scheidsrechters: Liu Xiaoying (CHN) Nur Hafizah Azman (MAS) |
|                        | verslag |         | Scheidsrechters: Liu Xiaoying (CHN) Nur Hafizah Azman (MAS) |

| 19 februari 2013 18:00 |         |            |                                                            |
| Japan                  | 11 – 0  | Kazachstan | Scheidsrechters: Anupama Puchimanda (IND) Toh Li Min (SIN) |
|                        | verslag |            | Scheidsrechters: Anupama Puchimanda (IND) Toh Li Min (SIN) |

| 19 februari 2013 20:00 |         |          |                                                               |
| India                  | 3 – 0   | Maleisië | Scheidsrechters: Kelly Hudson (NZL) Amina Dyussembekova (KAZ) |
|                        | verslag |          | Scheidsrechters: Kelly Hudson (NZL) Amina Dyussembekova (KAZ) |

| 21 februari 2013 10:00 |         |       |                                                      |
| Rusland                | 1 – 1   | Japan | Scheidsrechters: Liu Xiaoying (CHN) Li Min Toh (SIN) |
|                        | verslag |       | Scheidsrechters: Liu Xiaoying (CHN) Li Min Toh (SIN) |
| Shoot-out              |         |       | Scheidsrechters: Liu Xiaoying (CHN) Li Min Toh (SIN) |
|                        | 2 – 3   |       | Scheidsrechters: Liu Xiaoying (CHN) Li Min Toh (SIN) |

| 21 februari 2013 12:00 |         |            |                                                         |
| Maleisië               | 3 – 1   | Kazachstan | Scheidsrechters: Kelly Hudson (NZL) Ikumi Negishi (JPN) |
|                        | verslag |            | Scheidsrechters: Kelly Hudson (NZL) Ikumi Negishi (JPN) |

| 21 februari 2013 18:00 |         |       |                                                                   |
| Fiji                   | 0 – 10  | India | Scheidsrechters: Natalya Kadyrova (RUS) Amina Dyussembekova (KAZ) |
|                        | verslag |       | Scheidsrechters: Natalya Kadyrova (RUS) Amina Dyussembekova (KAZ) |

| 22 februari 2013 16:00 |         |         |                                                                   |
| Kazachstan             | 1 – 8   | Rusland | Scheidsrechters: Anupama Puchimanda (IND) Nur Hafizah Azman (MAS) |
|                        | verslag |         | Scheidsrechters: Anupama Puchimanda (IND) Nur Hafizah Azman (MAS) |

| 22 februari 2013 18:00 |         |      |                                                       |
| Maleisië               | 12 – 0  | Fiji | Scheidsrechters: Toh Li Min (SIN) Ikumi Negishi (JPN) |
|                        | verslag |      | Scheidsrechters: Toh Li Min (SIN) Ikumi Negishi (JPN) |

| 22 februari 2013 20:00 |         |       |                                                            |
| India                  | 2 – 2   | Japan | Scheidsrechters: Kelly Hudson (NZL) Natalya Kadyrova (RUS) |
|                        | verslag |       | Scheidsrechters: Kelly Hudson (NZL) Natalya Kadyrova (RUS) |
| Shoot-out              |         |       | Scheidsrechters: Kelly Hudson (NZL) Natalya Kadyrova (RUS) |
|                        | 2 – 3   |       | Scheidsrechters: Kelly Hudson (NZL) Natalya Kadyrova (RUS) |

| 24 februari 2013 10:00 |         |      |                                                            |
| Kazachstan             | 4 – 0   | Fiji | Scheidsrechters: Anupama Puchimanda (IND) Toh Li Min (SIN) |
|                        | verslag |      | Scheidsrechters: Anupama Puchimanda (IND) Toh Li Min (SIN) |

| 24 februari 2013 14:00 |         |          |                                                        |
| Japan                  | 4 – 0   | Maleisië | Scheidsrechters: Liu Xiaoying (CHN) Kelly Hudson (NZL) |
|                        | verslag |          | Scheidsrechters: Liu Xiaoying (CHN) Kelly Hudson (NZL) |

| 24 februari 2013 18:00 |         |       |                                                              |
| Rusland                | 0 – 1   | India | Scheidsrechters: Nur Hafizah Azman (MAS) Ikumi Negishi (JPN) |
|                        | verslag |       | Scheidsrechters: Nur Hafizah Azman (MAS) Ikumi Negishi (JPN) |

## Valencia
In Valencia, Spanje, werd van 25 februari tot en met 3 maart 2013 gespeeld. De twee beste landen plaatsten zich voor de halve finale.
| Team        | GS | W | G | WS | VS | DV | DT | DS  | Ptn |
| ----------- | -- | - | - | -- | -- | -- | -- | --- | --- |
| Italië      | 4  | 2 | 1 | 1  | 0  | 12 | 3  | +9  | 9   |
| Spanje      | 4  | 2 | 1 | 0  | 1  | 12 | 5  | +7  | 8   |
| Wit-Rusland | 4  | 2 | 0 | 1  | 1  | 12 | 8  | +4  | 7   |
| Ierland     | 4  | 2 | 0 | 0  | 2  | 5  | 4  | +1  | 6   |
| Tsjechië    | 4  | 0 | 0 | 0  | 4  | 2  | 23 | −21 | 0   |

| 25 februari 2013 10:30 |         |          |                                                                         |
| Ierland                | 4 – 1   | Tsjechië | Scheidsrechters: Carolina Brunekreef (NED) Liudmila Aleinikoviene (BLR) |
|                        | verslag |          | Scheidsrechters: Carolina Brunekreef (NED) Liudmila Aleinikoviene (BLR) |

| 25 februari 2013 13:00 |         |             |                                                                 |
| Italië                 | 2 – 2   | Wit-Rusland | Scheidsrechters: Aisling Keogh (IRL) Nuria Ribo Capisrany (ESP) |
|                        | verslag |             | Scheidsrechters: Aisling Keogh (IRL) Nuria Ribo Capisrany (ESP) |
| Shoot-out              |         |             | Scheidsrechters: Aisling Keogh (IRL) Nuria Ribo Capisrany (ESP) |
|                        | 3 – 1   |             | Scheidsrechters: Aisling Keogh (IRL) Nuria Ribo Capisrany (ESP) |

| 26 februari 2013 11:00 |         |             |                                                                 |
| Ierland                | 0 – 2   | Wit-Rusland | Scheidsrechters: Caroline Brunekreef (NED) Helena Babička (CZE) |
|                        | verslag |             | Scheidsrechters: Caroline Brunekreef (NED) Helena Babička (CZE) |

| 26 februari 2013 13:30 |         |          |                                                                 |
| Spanje                 | 6 – 0   | Tsjechië | Scheidsrechters: Liudmila Aleinikoviene (BLR) Ivona Makar (CRO) |
|                        | verslag |          | Scheidsrechters: Liudmila Aleinikoviene (BLR) Ivona Makar (CRO) |

| 1 maart 20131 10:00 |         |          |                                                                 |
| Wit-Rusland         | 5 – 1   | Tsjechië | Scheidsrechters: Aisling Keogh (IRL) Nuria Ribo Capisrany (ESP) |
|                     | verslag |          | Scheidsrechters: Aisling Keogh (IRL) Nuria Ribo Capisrany (ESP) |

| 1 maart 20131 12:00 |         |        |                                                              |
| Italië              | 1 – 1   | Spanje | Scheidsrechters: Caroline Brunekreef (NED) Ivona Makar (CRO) |
|                     | verslag |        | Scheidsrechters: Caroline Brunekreef (NED) Ivona Makar (CRO) |
| Shoot-out           |         |        | Scheidsrechters: Caroline Brunekreef (NED) Ivona Makar (CRO) |
|                     | 3 – 4   |        | Scheidsrechters: Caroline Brunekreef (NED) Ivona Makar (CRO) |

1De wedstrijd Wit-Rusland - Tsjechie werd gestaakt wegens zware neerslag bij een 1-0 stand. De gehele speeldag werd een dag verschoven.
| 2 maart 2013 10:30 |         |        |                                                                          |
| Tsjechië           | 0 – 8   | Italië | Scheidsrechters: Liudmila Aleinikoviene (BLR) Nuria Ribo Capisrany (ESP) |
|                    | verslag |        | Scheidsrechters: Liudmila Aleinikoviene (BLR) Nuria Ribo Capisrany (ESP) |

| 2 maart 2013 13:00 |         |        |                                                         |
| Ierland            | 1 – 0   | Spanje | Scheidsrechters: Helena Babička (CZE) Ivona Makar (CRO) |
|                    | verslag |        | Scheidsrechters: Helena Babička (CZE) Ivona Makar (CRO) |

| 3 maart 2013 11:00 |         |         |                                                                         |
| Italië             | 1 – 0   | Ierland | Scheidsrechters: Caroline Brunekreef (NED) Liudmila Aleinikoviene (BLR) |
|                    | verslag |         | Scheidsrechters: Caroline Brunekreef (NED) Liudmila Aleinikoviene (BLR) |

| 3 maart 2013 13:30 |         |             |                                                        |
| Spanje             | 5 – 3   | Wit-Rusland | Scheidsrechters: Aisling Keogh (IRL) Ivona Makar (CRO) |
|                    | verslag |             | Scheidsrechters: Aisling Keogh (IRL) Ivona Makar (CRO) |

## Rio de Janeiro
In Rio de Janeiro, Brazilië, werd van 4 tot en met 10 maart 2013 gespeeld. De twee beste landen plaatsten zich voor de halve finale.
| Team               | GS | W | WS | VS | V | DV | DT | DS  | Ptn |
| ------------------ | -- | - | -- | -- | - | -- | -- | --- | --- |
| Verenigde Staten   | 5  | 4 | 0  | 1  | 0 | 18 | 2  | +16 | 13  |
| Chili              | 5  | 3 | 0  | 1  | 1 | 16 | 5  | +11 | 10  |
| Schotland          | 5  | 2 | 2  | 0  | 1 | 18 | 5  | +13 | 10  |
| Uruguay            | 5  | 3 | 0  | 0  | 2 | 12 | 7  | +5  | 9   |
| Trinidad en Tobago | 5  | 1 | 0  | 0  | 4 | 4  | 26 | −22 | 3   |
| Brazilië           | 5  | 0 | 0  | 0  | 5 | 2  | 25 | −23 | 0   |

| 4 maart 2013 09:00 |         |          |                                                             |
| Verenigde Staten   | 6 – 0   | Brazilië | Scheidsrechters: Sophie Ashcroft (SCO) Ayanna McClean (TRI) |
|                    | verslag |          | Scheidsrechters: Sophie Ashcroft (SCO) Ayanna McClean (TRI) |

| 4 maart 2013 11:00 |         |         |                                                                  |
| Chili              | 2 – 0   | Uruguay | Scheidsrechters: Mercedes Sanchéz (ARG) Stephanie Judefind (USA) |
|                    | verslag |         | Scheidsrechters: Mercedes Sanchéz (ARG) Stephanie Judefind (USA) |

| 4 maart 2013 15:30 |         |                    |                                                          |
| Schotland          | 7 – 0   | Trinidad en Tobago | Scheidsrechters: Maricel Sanchéz (ARG) Suzi Sutton (USA) |
|                    | verslag |                    | Scheidsrechters: Maricel Sanchéz (ARG) Suzi Sutton (USA) |

| 6 maart 2013 09:00 |         |         |                                                              |
| Verenigde Staten   | 3 – 0   | Uruguay | Scheidsrechters: Mercedes Sanchéz (ARG) Ayanna McClean (TRI) |
|                    | verslag |         | Scheidsrechters: Mercedes Sanchéz (ARG) Ayanna McClean (TRI) |

| 6 maart 2013 11:00 |         |                    |                                                          |
| Chili              | 6 – 0   | Trinidad en Tobago | Scheidsrechters: Suzi Sutton (USA) Sophie Ashcroft (SCO) |
|                    | verslag |                    | Scheidsrechters: Suzi Sutton (USA) Sophie Ashcroft (SCO) |

| 6 maart 2013 15:30 |         |           |                                                         |
| Brazilië           | 0 – 7   | Schotland | Scheidsrechters: Ana Vásquez (MEX) Catalina Ortíz (CHI) |
|                    | verslag |           | Scheidsrechters: Ana Vásquez (MEX) Catalina Ortíz (CHI) |

| 7 maart 2013 09:00 |         |       |                                                           |
| Brazilië           | 1 – 5   | Chili | Scheidsrechters: Mercedes Sanchéz (ARG) Suzi Sutton (USA) |
|                    | verslag |       | Scheidsrechters: Mercedes Sanchéz (ARG) Suzi Sutton (USA) |

| 7 maart 2013 11:00 |         |                  |                                                             |
| Schotland          | 1 – 1   | Verenigde Staten | Scheidsrechters: Maricel Sanchéz (ARG) Ayanna McClean (TRI) |
|                    | verslag |                  | Scheidsrechters: Maricel Sanchéz (ARG) Ayanna McClean (TRI) |
| Shoot-out          |         |                  | Scheidsrechters: Maricel Sanchéz (ARG) Ayanna McClean (TRI) |
|                    | 2 – 0   |                  | Scheidsrechters: Maricel Sanchéz (ARG) Ayanna McClean (TRI) |

| 7 maart 2013 15:30 |         |         |                                                                 |
| Trinidad en Tobago | 1 – 6   | Uruguay | Scheidsrechters: Sophie Ashcroft (SCO) Stephanie Judefind (USA) |
|                    | verslag |         | Scheidsrechters: Sophie Ashcroft (SCO) Stephanie Judefind (USA) |

| 9 maart 2013 09:00 |         |          |                                                          |
| Trinidad en Tobago | 3 – 1   | Brazilië | Scheidsrechters: Maricel Sanchéz (ARG) Ana Vásquez (MEX) |
|                    | verslag |          | Scheidsrechters: Maricel Sanchéz (ARG) Ana Vásquez (MEX) |

| 9 maart 2013 11:00 |         |                  |                                                               |
| Chili              | 1 – 2   | Verenigde Staten | Scheidsrechters: Mercedes Sanchéz (ARG) Sophie Ashcroft (SCO) |
|                    | verslag |                  | Scheidsrechters: Mercedes Sanchéz (ARG) Sophie Ashcroft (SCO) |

| 9 maart 2013 15:30 |         |           |                                                                |
| Uruguay            | 2 – 1   | Schotland | Scheidsrechters: Stephanie Judefind (USA) Ayanna McClean (TRI) |
|                    | verslag |           | Scheidsrechters: Stephanie Judefind (USA) Ayanna McClean (TRI) |

| 10 maart 2013 09:00 |         |                    |                                                              |
| Verenigde Staten    | 6 – 0   | Trinidad en Tobago | Scheidsrechters: Maricel Sanchéz (ARG) Sophie Ashcroft (SCO) |
|                     | verslag |                    | Scheidsrechters: Maricel Sanchéz (ARG) Sophie Ashcroft (SCO) |

| 10 maart 2013 11:00 |         |       |                                                             |
| Schotland           | 2 – 2   | Chili | Scheidsrechters: Suzi Sutton (USA) Stephanie Judefind (USA) |
|                     | verslag |       | Scheidsrechters: Suzi Sutton (USA) Stephanie Judefind (USA) |
| Shoot-out           |         |       | Scheidsrechters: Suzi Sutton (USA) Stephanie Judefind (USA) |
|                     | 3 – 2   |       | Scheidsrechters: Suzi Sutton (USA) Stephanie Judefind (USA) |

| 10 maart 2013 13:00 |         |          |                                                           |
| Uruguay             | 4 – 0   | Brazilië | Scheidsrechters: Mercedes Sanchéz (ARG) Ana Vásquez (MEX) |
|                     | verslag |          | Scheidsrechters: Mercedes Sanchéz (ARG) Ana Vásquez (MEX) |